# 匍匐水柏枝
匍匐水柏枝（学名：Myricaria prostrata）为柽柳科水柏枝属下的一个种。

## 扩展阅读
- 維基物種上的相關：匍匐水柏枝